# 매기 휠러
매기 휠러(Maggie Wheeler, 1961년 8월 7일 ~ )는 미국의 배우이다.

## 출연 작품
- 이츠 낫 유, 이츠 미 (2013)
- 드위곤스 앤 레프러콘 (2013)
- 커브 유어 엔수지애즘 8 (2011)
- 아처 (2009)
- 닥터 두리틀 3 (2006)
- 바비의 백조의 호수 (2003)
- 저스티스 리그 (2001)
- 페어런트 트랩 (1998)
- 내 사랑 레이몬드 (1996)
- 프렌즈 (1994)
- 위험한 살인 (1990)
- 뉴 이어스 데이 (1989)
- 천재 소년 두기 (1989)